# Photostérie
La photostérie est une technique pour la mise en relief des photos, application de la photogravure qui donne une image en relief rappelant la sculpture. Elle fut inventée à la fin du XIXe siècle par le photographe Lernac.
Nadar s'y intéressa et contribua à la perfectionner et la faire connaître.

## Technique de laphotostérie

Une photostérie, portrait de Miss Maud Gonne.

L. P. Clerc écrit en 1899 dans La Science française :

« Depuis de longues années déjà, l'on s'est préoccupé d'obtenir une image en relief sculptural, ronde bosse ou bas-relief du modèle vivant, par l'emploi de méthodes photographiques. La tentative la plus ancienne pour la mise en pratique d'un tel procédé remonte à 1861, cette photosculpture dont l'inventeur, Willème, s'était promis monts et merveilles, échoua par suite de sa complication inouïe ; nos lecteurs ont pu s'en rendre compte par l'article que lui consacra, en 1897, dans ces colonnes, mon confrère et ami M. Niewenglowski. 
La seule tentative heureuse pour l'obtention de médailles, ou reliefs analogues, est, à notre connaissance, celle de M. Barbichon, notre collègue à la Société française de photographie ; nous ignorons, d'ailleurs, quels sont les procédés mis en œuvre pour l'obtention de la belle épreuve que nous avons eue entre les mains ; l'auteur a reculé toutefois devant leur mise en pratique. 
Une méthode nouvelle, remarquable par sa simplicité, nous est présentée aujourd'hui, sous le nom de Photostérie, par M. Lernac, que nous connûmes, il y a quelques années, à l'un de nos cours de photographie. Une centaine au moins de personnalités parisiennes ont défilé déjà devant l'objectif de M. Lernac ; les résultats reliefs, grandeur nature, à saillies de quatre et cinq centimètres ou médailles de la dimension et de la saillie des pièces de monnaie, sont des plus réussis. Nous retrouvons, dans la mise au jour de ce procédé, l'un des grands noms de la photographie, celui de Nadar, le bon géant, littérateur, caricaturiste, aéronaute et photographe, qui, bientôt octogénaire promène son activité dans le Midi. C'est lui qui fit sortir la « Photostérie » du laboratoire où son inventeur l'eut peut-être laissée dormir et c'est lui qui, par sa connaissance approfondie de la technique photographique, parvint à la rendre industriellement pratique. 
Le modèle, placé devant un fond noir présente le profil à un appareil photographique ; deux clichés sont pris, le modèle ne devant évidemment pas se déplacer dans l'intervalle, très court, des deux poses. Pour ces deux poses la source lumineuse (une cartouche de poudre au magnésium), de dimensions aussi faibles que possible, doit se maintenir dans un plan perpendiculaire à l'axe de l'objectif et légèrement plus proche de ce dernier que ne l'est le modèle ; pour l'une des poses le modèle est aussi éclairé de 3/4 avant, pour l'autre, au contraire, de 3/4 arrière. Les deux négatifs peuvent être exactement repérés l'un sur l'autre ; à ce moment, leur ensemble représente en noir intense les parties charnues les plus saillantes et en gris de plus en plus faible les parties de plus on plus creuses, cela grâce à l'éclairement très particulier du modèle pendant les deux poses. Au travers de ces deux clichés superposés, on tire une épreuve sur un papier quelconque supportant aisément la retouche, le papier au platine par exemple. Sur ce positif, qui désormais jouera le rôle d'un type secondaire, les blancs correspondent aux reliefs à obtenir. Sur cette image on crée, par des retouches convenables à la gouache, la tonalité qui doit correspondre au relief des cheveux et des vêtements, toutes parties dont la couleur antiactinique s'oppose à l'obtention automatique du relief voulu ; notons de plus que la reproduction exacte d'une chevelure serait inadmissible avec les conventions usuelles de la sculpture. 
On dessine aussi en blanc ou en noir, suivant qu'on les désire eu saillie ou en creux, les lettres ou ornements que l'on désire en exergue, on limite enfin ce dessin par un cadre (rond dans le cas d'un médaille) dessiné à l'encre de Chine et on photographie enfin ce dessin en le réduisant ou l'amplifiant au format de l'œuvre définitive. Le nouveau négatif ainsi obtenu sera utilisé au tirage des épreuves en relief destinées à servir de types. La gélatine bichromatée n'étant que difficilement susceptible de fournir des reliefs de 1 ou 2 centimètres et ne pouvant en aucune façon donner des reliefs de plus de 5 centimètres on se bornera à utiliser la perméabilité de la gélatine à l'état normal et son imperméabilité absolue aux points où, imprégnée de bichromate, elle a été atteinte par la lumière. Une couche très mince de gélatine est alors étendue sur un corps spongieux convenable se gonflant par l'eau. On sensibilise la couche superficielle de gélatine et l'insole après séchage. On soumet enfin l'action de l'eau qui, traversant la gélatine aux points où elle a été imperméabilisée, gonfle et met en saillie le subjectif spongieux. 
Sur le type ainsi réalisé, on coule du plâtre fin ; dans ce moule de plâtre en creux, on estampe une matière plastique sur laquelle se feront les retouches définitives, et d'après laquelle enfin sera fait le moulage définitif qui n'est plus du domaine de la Photostérie. Nos lecteurs jugeront par la reproduction photolythographique d'un de ces reliefs jointe à notre description, de l'aspect d'une « photostérie » terminée. »